# Локателло
Локателло (итал. Locatello) — коммуна в Италии, располагается в регионе Ломбардия, в провинции Бергамо.
Население составляет 788 человек (2008 г.), плотность населения составляет 263 чел./км². Занимает площадь 4 км². Почтовый индекс — 24030. Телефонный код — 035.
В коммуне 15 августа особо празднуется Успение Пресвятой Богородицы.

## Демография
Динамика населения:

## Администрация коммуны
- Официальный сайт: